# Callie Torres
Calliope "Callie" Iphegenia Torres, coniugata Robbins (precedentemente O'Malley) è stato un personaggio della serie televisiva Grey's Anatomy, interpretato da Sara Ramírez.

## Descrizione
Primario di ortopedia al Grey Sloan Memorial Hospital, Callie Torres è cresciuta nel sud della Florida. Nata in una famiglia ricca, disse che a scuola era un po’ la bulla della classe, è sempre stata etero ma quando dirà di essere bisex i genitori molto religiosi e fedeli alla chiesa non la prenderanno molto bene.
Callie si descrive come forte e indipendente, ed è un chirurgo competente. Dolce, testarda, sincera, passionale e schietta, la sua grande sensibilità è spesso emersa nei momenti difficili. Callie è inoltre bisessuale ed è innamorata di Arizona. Tuttavia, nell’undicesima stagione le due donne divorziano.

## Storia del personaggio

### Seconda stagione
Chirurgo ortopedico, Callie compare nel diciannovesimo episodio quando George O'Malley si lussa una spalla cadendo dalle scale. Lo riconosce come lo specializzando che ha effettuato con una sola mano un'operazione a cuore aperto in un ascensore bloccato, salvando la vita del paziente coinvolto. Chiaramente interessata a conoscerlo meglio, gli dà il suo numero. Ma George non trova il coraggio di chiamarla, portando Callie a ignorarlo.
George alla fine la chiama e le chiede di uscire. Mentre la sta cercando, George capita casualmente nel seminterrato dell'ospedale, dove Callie vive, e i due fanno l'amore.
Ma Callie non piace a Izzie Stevens, miglior amica di George. Izzie pensa che Callie sia troppo strana per George, e la sua opinione sembra provata quando Callie, assonnata, usa il bagno mentre le stupefatte Izzie e Meredith sono ancora dentro. Izzie successivamente si lamenta del fatto che Callie non si è lavata le mani dopo essere andata in bagno. Anche se Callie l'ha in realtà fatto dopo in cucina, è infastidita che George inizialmente appoggiasse Izzie.

### Terza stagione
Quando Callie dice "ti amo" a George e gli rivela che è la prima volta che lo dice a un uomo, rimane delusa che George non contraccambi il suo gesto, ma lui risponde dicendo che lo dirà solo quando lo penserà veramente.
Il primario scopre poi che Callie vive nel seminterrato dell'ospedale e la manda via perché è contro il regolamento. Si trasferisce temporaneamente da George, ma lui si sente a disagio per la velocità con cui la loro relazione progredisce, e quindi lei si stabilisce all'Archfield Hotel. Callie fa uno sforzo per riconciliarsi e invita George nella sua stanza d'albergo, ma lui non si presenta per restare a confortare Izzie. Delusa che Izzie e Meredith vengano considerate più importanti di lei, pone fine alla sua storia con George.
La stessa sera va da Joe, dove incontra Mark Sloan e lo invita nella sua camera. Dopo un breve flirt, rifiuta le avances di Mark, ma scoraggia anche George dal cercarla, anche se è ancora innamorata di lui. Alex Karev la sente parlare del suo flirt con Mark, e ne informa George, il quale è furioso che Callie sia stata a letto con un altro uomo. Viene però distratto dal ricovero di suo padre per problemi cardiaci e per un cancro. Decide di mettere da parte i suoi problemi e mette la sua storia con Callie in sospeso.
Nel mentre, Callie diventa amica di Addison Montgomery, anche per il fatto di essere state entrambe a letto con Mark ed essersene poi pentite.
Callie conforta anche i fratelli di George e comunica loro la gravità della malattia del padre. Inizialmente George rifiuta il suo aiuto ma incoraggiato dal padre incomincia a permetterle di riavvicinarsi alla sua vita e alla famiglia. Quando sembra che le condizioni del padre stiano migliorando, George bacia una confusa e stupefatta Callie, ancora più sconvolta quando in seguito lui le chiede di sposarlo.
Callie accetta la proposta di George, e si sposano a Las Vegas. Addison è sinceramente felice per lei, mentre Izzie non è d'accordo sul matrimonio. Callie, decisamente stufa dell'antagonismo di Izzie, lancia una sfida dicendo che se si arriverà a prendere una posizione, George sarebbe sicuramente stato dalla sua parte. Così però non fu, dal momento che George tradisce la moglie con Izzie dopo essersi ubriacati assieme. I due amanti, inizialmente pentiti e intenzionati a terminare la loro storia a quell’unico incontro, cominciarono invece a riflettere su come e se dirlo a Callie, in modo da proseguire a frequentarsi dopo che George l’avrebbe mollata.

### Quarta stagione
La relazione fra George e Callie va avanti, portando infine al divorzio. Callie sviluppa una forte amicizia con il cardiochirurgo Erica Hahn. Quando Addison torna al Seattle Grace per eseguire un intervento chiede a Callie se lei ed Erica stiano insieme, perché sembrano una coppia molto felice. Callie risponde imbarazzatissima che fra lei ed Erica non c'è niente, ma il dubbio comincia a insinuarsi nella sua mente. Callie comincia così a fare sesso con Mark sempre più spesso, per autoconvincersi di essere eterosessuale. Nell'ultima puntata della quarta stagione Callie bacia Erica sotto incoraggiamento di Mark, e incomincia così la loro storia.

### Quinta stagione
Dopo una lite fra Callie ed Erica, quest'ultima decide di lasciare l'ospedale.
Rimasta sola, Callie si invaghisce prima di una specializzanda, per poi scoprire che la dottoressa Arizona Robbins, primaria di chirurgia pediatrica, si è a sua volta innamorata di lei.
Quando la dott.ssa Robbins la scopre a piangere nel bagno di un pub, le si avvicina per rassicurarla e, infine, la bacia.
La loro storia va avanti nonostante la Robbins non pensasse che Callie avesse scoperto da poco la sua bisessualità. Quando il padre di Callie arriva in città e scopre la relazione omosessuale della figlia, vuole dapprima portarla a casa con lui, ma in seguito a una lite, decide di diseredarla e tagliarle tutti i fondi.
Callie si trova ora costretta a lavorare quante più ore possibile in pronto soccorso per guadagnare qualcosa in più.

### Sesta stagione
Visto che il capo non si decide a promuoverla, Callie decide di trasferirsi in un altro ospedale, ma tornerà poi per chiedere al capo di riassumerla; in questo modo, diventerà anche lei strutturata.
Infine, in seguito a un confronto con il padre (il quale ha conosciuto nel frattempo Arizona), quest'ultimo le dichiarerà il proprio immutato affetto, comprendendo quanto amore ci sia fra la figlia e la dottoressa Robbins.
La storia tra le due donne va a pieni ritmi e anche dopo qualche litigio Callie e Arizona riescono sempre a riappacificarsi. Finché poi, si viene a conoscenza del desiderio di maternità di Callie in un futuro, mentre la sua ragazza è decisamente contraria, accade successivamente che le due si lasceranno proprio per questo motivo. Nel finale della sesta stagione però, Arizona capisce di non voler perdere Callie, così a pochi minuti dalla fine del programma le dice che sarà una mamma ok e le due donne finiranno per baciarsi.

### Settima stagione
Arizona si trasferirà da Callie e quando decide di seguirla in Africa per aiutare i bambini si lasceranno all'aeroporto: Arizona partirà per l'Africa mentre Callie resterà a Seattle. Per Callie è un duro colpo infatti sente molto la sua mancanza, così chiede a Mark Sloan di andare a vivere con lei per non ricominciare la sua vita da sola. Callie e Mark finiranno a letto insieme. Quando Arizona tornerà a Seattle, andrà a bussare alla porta di Callie piangendo, inizialmente ella la rifiuta, ma successivamente tornerà insieme con lei svelandole di aspettare un bambino da Mark, le due faranno comunque pace. Mark vuole fare da padre al bambino e non da Zio figo. Ci saranno spesso delle discussioni su come crescere il bambino. Dopo la festa in onore del bambino Callie e Arizona decidono di partire per il weekend ma sfortunatamente avranno un incidente quando Arizona chiede a Callie di sposarla. Arizona ne esce bene ma Callie viene scaraventata nel parabrezza perché non aveva la cintura di sicurezza. La bambina nasce prematura e quando Callie si sveglia dal coma risponderà "Si" alla proposta della fidanzata. La bambina, che si chiamerà Sofia Robbin Sloan Torres, dopo aver subito un'ulteriore operazione, tornerà con le madri e il padre a casa. Dopo aver confessato alla figlia la sua disapprovazione, la madre di Callie lascia Seattle ma Callie e Arizona si sposano comunque in una cerimonia simbolica tenuta da Miranda Bailey.

### Ottava stagione
In questa stagione Callie, insieme con Mark e Arizona si dedica completamente alla sua bambina, Sofia, oltre che al suo lavoro. La questione di Zola fa capire a Callie, a sua moglie e al padre di sua figlia che sono fortunati ad avere una figlia tutta loro.

### Nona stagione
Nell'incidente in cui Lexie e Mark sono morti, Arizona perde una gamba ed entra in forte depressione, quindi Callie le sta vicino finché non si riprende. Diventano proprietarie dell'ospedale assieme ad altri colleghi. Alla fine della stagione Arizona la tradisce con la Dott.ssa Boswel, e nel corso della litigata risultante Arizona ammette di non aver affatto perdonato a Callie di aver deciso di farle amputare la gamba.

### Decima stagione
Il rapporto di Callie con Arizona è in grave crisi a causa del tradimento di quest'ultima, ma alla fine le due riescono a superare le loro divergenze grazie ai consigli del padre di Callie. A metà stagione, Callie deve sostenere un'accusa in tribunale di negligenza quando uno sportivo che si era rivolto a lei perde le gambe a seguito di un'operazione di sostituzione delle anche. La giuria dichiara Callie innocente, ma questa una volta tornata a casa scopre di aver ricevuto, poche settimane prima dell'operazione, una lettera in cui le era sconsigliato il praticare l'operazione effettuata sul paziente a causa dei vari casi di amputazione risultanti. Meredith però la convince a non dire nulla dato che il non aver trovato la lettera, che era scivolata dietro a un mobile, è stata una fatalità di cui Callie non ha colpa.
Nel periodo di separazione, sua moglie ha avuto una breve relazione con la specializzanda Leah Murphy, e quindi, una volta tornate insieme, Callie è molto ostile con la ragazza. Nonostante tutto, le due mogli 
alla fine riescono a riallacciare completamente il loro rapporto.
A fine stagione le due donne decidono di avere un secondo figlio mediante una madre surrogata.

### Undicesima stagione
La decisione di avere un altro figlio si sfalda rapidamente quando Arizona vince una prestigiosa borsa di studio in Chirurgia Fetale, e quindi le due donne vanno in terapia di coppia. Il consiglio della terapista è vivere per un periodo di 30 giorni in totale separazione: le due mogli vivranno assieme, baderanno alla loro figlia, e quando sarà necessario lavoreranno assieme, ma oltre a questo tra le due non ci dovrà essere nessun altro genere di contatto, nessuna conversazione, nessun rapporto sessuale, niente di niente. Purtroppo per Arizona, alla fine di questo periodo Callie si è resa conto che i 30 giorni passati da "sola" sono stati i più felici che abbia mai vissuto negli ultimi anni, e per questo ha capito che se vuole essere felice della sua vita, deve smettere di provare a riparare il suo matrimonio, e quindi chiede il divorzio.
Nel corso dei due anni successivi intraprende una relazione con una specializzanda di un altro ospedale chiamata Penelope "Penny" Blake, senza sapere che questa è la stessa specializzanda che non è riuscita a salvare Derek Shepherd, il suo caro amico.

### Dodicesima stagione
All'inizio della stagione, Callie porta Penny a una cena a casa di Meredith, che riesce a non dire nulla fino a che non scopre che il lunedì dopo la specializzanda incomincerà a lavorare nel loro stesso ospedale, finendo per rivelare chi sia Penny per lei. Ovviamente per Callie la notizia è scioccante, ma questo non cambia nulla sulla relazione con Penelope, tanto che quando quest'ultima viene bullizzata da Meredith e da Amelia, rimprovera le due colleghe per la loro mancanza di professionalità e consola la fidanzata, spronandola a perdonarsi per ciò che è successo.
A fine stagione il rapporto con Arizona si inasprisce quando Penelope vince una prestigiosa borsa di studio a New York: Callie fraintende un consiglio di Arizona e decide di partire anche lei portandosi dietro Sofia; Arizona allora, intuendo come stia facendo piani senza consultarla in merito la denuncia per ottenere la custodia esclusiva della figlia. In aula Callie non fa bella figura, perché nonostante abbia l'appoggio di Meredith e Owen per vincere lascia che il suo avvocato accusi Arizona di cose orribili (essere una madre assente, essere di facili costumi, non essere la madre biologica...), mentre l'avvocato di quest'ultima fa solo presente come il vivere a New York impedirà a Callie di badare a Sofia bene come riesce fare a Seattle. Callie perde la causa, ritrovandosi senza figlia e senza Penny, che lascia per permetterle di andare a New York, mentre lei resterà a Seattle per vedere Sofia durante i weekend. Arizona inoltre, anche se ha vinto è comunque furiosa per ciò che le è stato detto in aula.
Dopo qualche mese però, Arizona capisce che Sofia merita di avere entrambe le proprie madri felici, quindi lascia che Callie vada a New York dalla sua fidanzata con la figlia, che da lì in poi vivrà ad anni alterni da una mamma o dall'altra.

### Quattordicesima stagione
Callie non appare in questa stagione, tuttavia, quando Arizona decide di trasferirsi a New York assieme a Sofia, si scambia con la prima messaggi col cellulare, da cui si lascia intendere che Callie abbia lasciato Penny e sia in procinto di rimettersi assieme all'ex-moglie.